# 落書
歴史学や民俗学における落書（らくしょ、おとしがき）とは、政治風刺、政治批判、揶揄の目的で人々の目に触れる場に匿名掲示・配布される文書のこと。特に詩歌形式の落書は落首と呼ばれた。また、悪戯書きなどの意味で用いられる落書き（または楽書き）は、落書が変化したものであるが、本来のそれとは意味が異なり、明確に区別されている。

## 概要
往来のある場所へ批判の匿名文書を落とし、人々の目に触れさせたことから「落書」という名前が付いているが、匿名掲示された批判文書も落書と呼ばれる。
日本においては、主に鎌倉時代から江戸時代頃まで流行していた。歴史学や民俗学の観点から当時の状況を調査するにあたり、重要な史料として扱われることも多い。一方、現代においても落書と同様の目的・手段をもって匿名配布・掲示が為されることが各国であまた見受けられるが、これはビラなどと呼ばれ、落書とは区別される。

## 歴史
落書は平安時代の初期には既に貴族階級の間で広まっており、確執のある官僚同士の昇任や栄転をめぐる政争道具として用いられていた。9世紀ごろの嵯峨天皇の時代の落書「無悪善」は小野篁が「悪（さが＝嵯峨天皇）無くば善（よ＝世）かなりまし」と解読したことで世間一般に知られる事となった。
また、匿名の投書で他人の罪状を告発するシステムとしても機能し、中世以降の荘園支配・管理に積極的に落書が活用されるようになり、領内犯罪者の摘発に大きな効果をあげた。鎌倉時代に入るとこのシステムは次第に制度化され、虚偽の無いことを神仏に誓わせる「落書起請」とあわせて強制的に実施されるようになった。
1310年、法隆寺で盗難事件が発生した際には、付近の17もの村を対象に落書を実施。その結果、600余通もの落書が集まり、最終的に2名の僧侶が盗人と決定した。いわば犯人を決める住民投票である。寺側は、この落書を非難し、2人の僧に犯人を捜させた結果、後に真犯人を捕まえたという。
江戸時代に入ると落書は大流行の兆しを見せる。1709年の柳沢吉保らの罪状をあげた「宝永落書」や、黒船の来航などを表した落書など、有名なものも多数ある。